# Арабидзе, Вахтанг Иванович
Вахта́нг Ива́нович Араби́дзе (род. 1938, Зестафонский район, Грузинская ССР, СССР) — советский хозяйственный и политический деятель, депутат Совета Союза Верховного Совета СССР 11-го созыва.

## Биография
Родился в 1938 году в Зестафонском районе Грузинской ССР. Член КПСС с 1967 года.
Окончил среднюю школу.
В 1955—1957 гг. — колхозник колхоза села Квалити Зестафонского района Грузинской ССР.
В 1957—1958 гг. — военнослужащий Советской армии.
В 1958—1964 гг. — колхозник колхоза села Квалити Зестафонского района Грузинской ССР.
В 1964—1965 гг. — рабочий, плавильщик, в 1965—1991 гг. — старший плавильщик Зестафонского завода ферросплавов имени Г. Николадзе.
Избирался депутатом Совета Союза Верховного Совета СССР 11-го созыва. Делегат XXVII съезда КПСС и XIX конференции КПСС.
Жил в Зестафони.

## Награды
- Орден Трудовой Славы II степени
- Орден Трудовой Славы III степени